# Brian Felsner
Brian Lee Felsner  (né le 7 septembre 1972 à Mount Clemens dans le Michigan, États-Unis) est un joueur professionnel américain de hockey sur glace évoluant au poste d'attaquant. Il est le frère du joueur de hockey professionnel Denny Felsner.

## Carrière
- 1993-1996 Lakers de Lake Superior State (NCAA)
- 1996-1997 Solar Bears d'Orlando  (IHL)
- 1997-1998 Ice d'Indianapolis, Admirals de Milwaukee (IHL) et Blackhawks de Chicago (LNH)
- 1998-1999 Vipers de Détroit (IHL)
- 1999-2000 Aeros de Houston (IHL)
- 1999-2001 Cyclones de Cincinnati  (IHL)
- 2001-2002 Lock Monsters de Lowell (IHL) et  Kassel Huskies (DEL)
- 2002-2004 Linköpings HC  (Elitserien)  et Kloten Flyers (LNA)
- 2004-2005 Augsburger Panther (DEL)
- 2005-2006 Border Cats de Port Huron (UHL)  et  Brynäs IF (Elitserien)
- 2006-2007 Blue Fox de Herning IK  (Al-Bank Ligaen) et  HC Bienne  (LNB)
- 2007-2008 IceHawks de Port Huron (IHL), HC Bienne (LNB) et HDD ZM Olimpija (EBEL)

## Palmarès
- Champion IHL 1999 avec Aeros de Houston
- Champion Suisse LNB 2007 avec HC Bienne